# Familjen Sackler
Familjen Sackler är en amerikansk familj som grundade och ägde läkemedelsbolagen Purdue Pharma och Mundipharma. Purdue Pharma och några familjemedlemmar, som länge anklagats för sin roll i den amerikanska opioidepdemin i USA, har ställts inför rätta angående överförskrivning av beroendeframkallande läkemedel, inklusive OxyContin. De har beskrivits som den "ondaste familjen i Amerika", och "de värsta knarklangarna i historien".
Familjen Sacklers affärer har behandlats i olika medier, bland annat dokumentären Crime of the Century, boken Empire of Pain av Patrick Radden Keefe, 2021, Hulu miniserie Dopesick, 2022, dokumentären All the Beauty and the Bloodshed och miniserien Painkiller, 2023.
Bröderna Arthur, Mortimer och Raymond Sackler var söner till judiska invandrare från Galicien och Polen. De växte upp i Brooklyn på 1930-talet. Bröderna utbildade sig till läkare och arbetade alla tre på Creedmoor Psychiatric Center i Queens. De betraktas som pionjärer inom medicinsk behandling av psykiska sjukdomar och medverkade till avvecklingen av bland annat lobotomier. De argumenterade också som de första att avsluta rasintegration beträffande amerikanska blodbanker. Arthur Sackler betraktades allmänt som familjens patriark. År 1952 köpte bröderna det lilla läkemedelsföretaget Purdue-Frederick. Raymond och Mortimer drev Purdue, medan Arthur, den äldste brodern, blev en pionjär inom medicinsk reklam. Han utarbetade kampanjer som vädjade direkt till läkare och anlitade framstående läkare för att stödja Purdues produkter. Han donerade också merparten av sina konstsamlingar till olika museer. Efter hans död 1987 köptes hans andel av Purdue-Frederick av bröderna, som omvandlade det till Purdue Pharma.
År 1996 introducerade Purdue Pharma läkemedlet OxyContin, som är en version av oxikodon i en form med långsam frisättning. Oxikodon togs fram 1917 och såldes då som Eukodal, men hade dragits tillbaka från marknaden 1990 på grund av missbruksproblem.